# Max Fleischer (filmproducent)

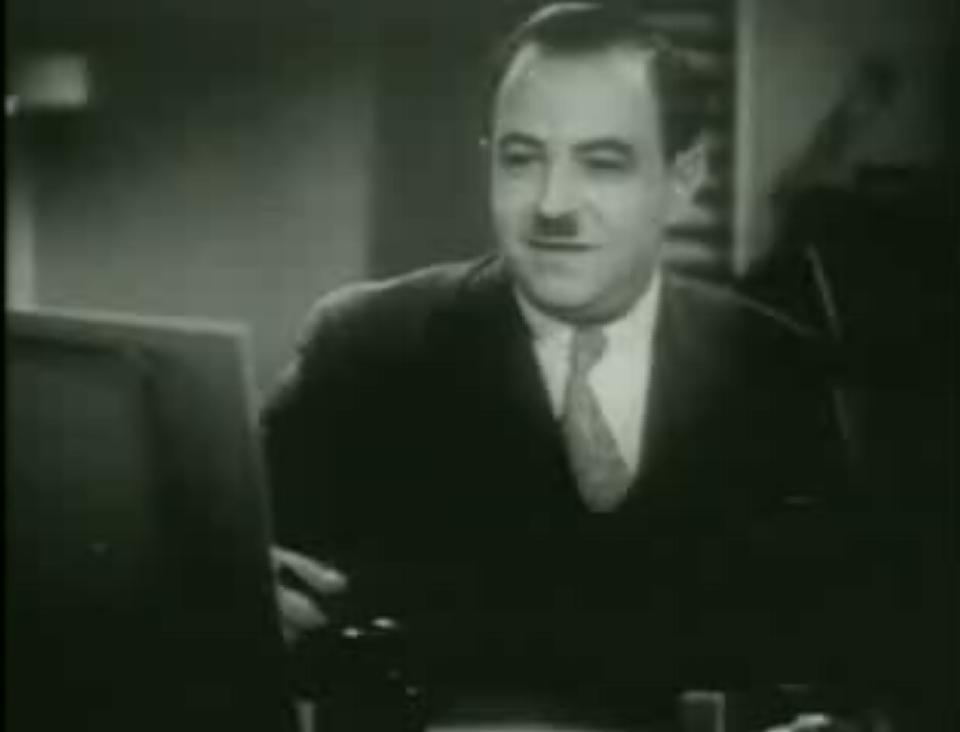
Max Fleischer (1934)

Max Fleischer (Krakau, 19 juli 1883 – Los Angeles, 11 september 1972) was een belangrijke Pools-Amerikaanse pionier in de ontwikkeling van de tekenfilm. Samen met zijn broer Dave Fleischer richtte hij in 1921 in New York de filmstudio Fleischer Studios op. Daar ontwierp hij enkele klassieke tekenfilmfiguren, zoals Betty Boop, Popeye, Koko the Clown, Rudolph the Red-Nosed Reindeer en Superman. Daarnaast heeft hij een aantal belangrijke uitvindingen op het gebied van animatie op zijn naam staan.
Fleischer is geboren in een joodse familie uit Krakau, dat toen tot Oostenrijk-Hongarije behoorde. In 1887 verhuisde de familie Fleischer naar de Verenigde Staten, om in New York te wonen. Filmregisseur Richard Fleischer is zijn zoon.

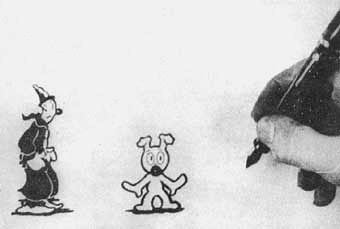
Koko de clown en Fitz the Dog

## Verwijzingen
- (en)   Max Fleischer in de Internet Movie Database
- Biografie
- Cartoons van Max Fleischer op Internet Archive

1. ↑  Pointer, Ray, The Art and Inventions of Max Fleischer: American Animation Pioneer. McFarland (21 March 2017). Geraadpleegd op 5 October 2017 – via Google Books.
2. ↑  Pelletier, Bernard, Empire Biota: Taxonomy and Evolution 2nd Edition. Lulu.com (1 March 2012). Geraadpleegd op 5 October 2017 – via Google Books.
3. ↑  Famous Male Animators. Gearchiveerd op 5 oktober 2017. Geraadpleegd op 5 October 2017.

- Bibsys: 90856060
- Biblioteca Nacional de España: XX1132908
- Bibliothèque nationale de France: cb11902900t (data)
- Catàleg d'autoritats de noms i títols de Catalunya: 981058518913006706
- Gemeinsame Normdatei: 124524621
- International Standard Name Identifier: 0000 0001 1557 6975
- Library of Congress Control Number: n85248141
- Bibliotheek van het Japanse parlement: 00439699
- Nationale Bibliotheek van Tsjechië: zcu2010506965
- Nationale bibliotheek van Australië: 35435179
- Nationale Bibliotheek van Israël: 987007352333805171
- Nationale Bibliotheek van Polen: a0000002811428
- Nederlandse Thesaurus van Auteursnamen: 071029435
- RKD-Nederlands Instituut voor Kunstgeschiedenis: 242128
- SNAC: w6fr09p4
- Système universitaire de documentation: 026866625
- Trove: 951832
- Union List of Artist Names: 500118612
- Virtual International Authority File: 10821
- WorldCat: E39PBJdCpjQ6p8KvdYBpd4w9jC